# Chubutisaurus
Chubutisaurus insignis is een plantenetende sauropode dinosauriër, behorend tot de Titanosauriformes, die tijdens het vroege Krijt leefde in het gebied van het huidige Argentinië.
In 1961 ontdekte een rancher, Martínez, bij Cerro Barcino het skelet van een sauropode. In februari 1965 groef Guillermo del Corro dat op, samen met Orlando A. Gutiérrez. Daarbij werd ook de tand gevonden van Megalosaurus inexpectatus. De gesteentelagen werden gebroken met dynamiet.
In 1974/1975 benoemde en beschreef del Corro de typesoort Chubutisaurus insignis. De geslachtsnaam verwijst naar de provincie Chubut. De soortaanduiding betekent "aanzienlijk" in het Latijn en verwijst naar de grootte van de fossielen.
Het holotype, MACN 18222, is gevonden in de Bayo Overo-afzetting van de Cerro Barcino-formation die dateert uit het late Albien. Het bestaat uit een skelet zonder schedel. Bewaard zijn gebleven: stukken van een halswervel en een ruggenwervel, een caudosacrale wervel, de centra van elf staartwervels, een linkervoorpoot en een linkerdijbeen. 
In 1991 werd met behulp van de zoon van de rancher die nog bij de oorspronkelijke opgraving aanwezig was geweest, nog meer materiaal van dezelfde vindplaats gevonden waaronder aanvullende wervels, beide schouderbladen en een linkerzitbeen. Dat werd in 1993 meer in detail beschreven samen met het oorspronkelijke materiaal. In 2007 volgden nog meer vondsten, wat leidde tot een algehele herbeschrijving in 2011. Daarbij concludeerde men dat, anders dan del Corro had gedacht, al het materiaal tot één enkel individu behoorde.
Het dijbeen heeft een lengte van 170 centimeter.
Del Corro was onzeker over de verwantschappen van Chubutisaurus en plaatste het dier in een eigen Chubutisauridae. Dat begrip werd daarna echter door niemand meer gebruikt. Nog in 1990 plaatste John Stanton McIntosh het in de Brachiosauridae. Tegenwoordig valt het dier in analyses soms basaal uit in Titanosauria, soms buiten de Titanosauria basaal in de Titanosauriformes, zoals in de studie uit 2011.